# Acroneuriinae
Acroneuriinae es una subfamilia de insectos plecópteros pertenecientes a la familia Perlidae.

## Tribus
- Acroneuriini
- Anacroneuriini